# کینه‌ورزی
کینه‌ورزی یا کینه‌توزی (به انگلیسی: Spite, spitefulness)، به عنوان یک احساس، عمل یا یک ویژگی شخصیتی چندین معنای ممکن دارد. به گفته انجمن روان‌شناسی آمریکا «هیچ تعریف استانداردی از کینه‌توزی وجود ندارد. کینه‌توزی را می‌توان به‌طور کلی به گونه‌ای تعریف کرد که شامل هرگونه اقدام انتقام‌جویانه یا پست باشد. از طرف دیگر، یک تعریف محدودتر شامل این شرط است که اعمال کینه‌توزانه شامل درجه‌هایی از آسیب رساندن به خود باشد.» یکی از تعریف‌های ممکن برای کینه‌توزی این است که عمداً آزاردهنده، آسیب ببینند یا ناراحت کنند، حتی زمانی که ممکن است هیچ سودی (ظاهری) وجود نداشته باشد، و حتی زمانی که این اعمال ممکن است سبب آسیب زدن به فرد شود. سخنان یا اعمال کینه‌توزانه به گونه‌ای بیان می‌شود که مشخص است فرد آنها را فقط برای آزار، آسیب زدن یا ناراحتی بیان می‌کند.